# DDR-Mannschaftsmeisterschaft im Badminton 1959/60
Die erste DDR-Mannschaftsmeisterschaft im Badminton fand in der Saison 1959/60 statt. Diese erste Meisterschaft wurde im Gegensatz zu allen folgenden Titelkämpfen nicht in Form einer Liga, sondern in Turnierform ausgetragen.

## Vorrunden
Die 15 Bezirksmannschaftsmeister ermittelten in einer Zwischenrunde in fünf Dreiergruppen die Teilnehmer an der Endrunde.
Der spätere Meister Aktivist Tröbitz besiegte im Bezirk Cottbus zuerst in der Bezirksklassenstaffel II Lok RAW Cottbus, Aufbau Cottbus, Chemie Schwarzheide und Motor Süd Finsterwalde souverän in Hin- und Rückspiel jeweils mit 11:0 bzw. 10:1. In der Staffel I setzte sich Turbine Lübbenau ebenso souverän gegen Traktor Doberlug, Fortschritt Guben, Einheit Cottbus und Fortschritt Forst durch. Im Endspiel um die Cottbuser Bezirksmeisterschaft gewann Tröbitz am 6. März 1960 in Doberlug-Kirchhain gegen Lübbenau erneut deutlich mit 10:1. Lediglich das 2. Damen-Einzel wurde knapp an Lübbenau abgegeben.
Am 3. April 1960 fand in Dresden die Qualifikationsrunde zur Endrunde der DDR-Mannschaftsmeisterschaft der südöstlichen Bezirke Karl-Marx-Stadt, Dresden und Cottbus statt. Tröbitz gewinnt dabei beide Spiele gegen die SG Gittersee und gegen die BSG Traktor Hilbersdorf.

### Einteilung der Qualifikationsgruppen nach Bezirken
- Gruppe 1: Berlin, Potsdam, Frankfurt/O. – Sieger: EBT Berlin
- Gruppe 2: Rostock, Schwerin, Neubrandenburg – Sieger: Lok Wittenberge
- Gruppe 3: Dresden, Cottbus, Karl-Marx-Stadt – Sieger: Aktivist Tröbitz
- Gruppe 4: Leipzig, Halle, Magdeburg – Sieger: Chemie Leuna
- Gruppe 5: Erfurt, Suhl, Gera – Sieger: Einheit Gotha

## Endrunde
Auch in der Endrunde, ausgetragen am Osterwochenende, dem 16. und 17. April 1960, in Dresden, blieb das Tröbitzer Team ungeschlagen. Um Platz 2 gab es ein Kopf-an-Kopf-Rennen zwischen EBT Berlin und Einheit Gotha, wobei der direkte Vergleich knapp mit 6:5 für Berlin ausging und den Hauptstädtern die Silbermedaille sicherte.
Spielergebnisse
- Tröbitz – Berlin: 7:4 16:8
- Tröbitz – Gotha: 8:3 18:8
- Tröbitz – Leuna: 8:3 18:9
- Tröbitz – Wittenberge: 11:0 22:0
- Berlin – Gotha: 6:5 14:13
- Berlin – Leuna: 9:2 19:5
- Berlin – Wittenberge: 11:0 22:1
- Gotha – Leuna: 9:2 19:4
- Gotha – Wittenberge: 11:0 22:1
- Leuna – Wittenberge: 9:2 19:6

## Endstand
| Platz | Mannschaft |
| ----- | --- |
| 1.    | Aktivist Tröbitz 4:0 34:10 74:25 (Gottfried Seemann, Annemarie Fritzsche, Gerolf Seemann, Joachim Ecknig, Helga Krüger, Hans Bräuer, Klaus Vogel, Ina Peuten) |
| 2.    | EBT Berlin 3:1 30:14 63:35 (Hans Abraham, Klaus Adam, Horst Winkler, Günter Görges, Horst Raband, Karin Füller, Monika Mielke)                                |
| 3.    | Einheit Gotha 2:2 28:16 62:37 (Lothar Rädisch, Alfred Petschik, Klaus Kaufmann, Kurt Willumeit, Sigrun Weißheit, Weißheit)                                    |
| 4.    | Chemie Leuna 1:3 16:28 37:62 (Waltraud Pohl, Hannelore Höfler, …)                                                                                             |
| 5.    | Lok Wittenberge 0:4 2:42 9:85 |

## Referenzen
- René Born: 1957–1997. 40 Jahre Badminton in Tröbitz – Die Geschichte des BV Tröbitz e. V., Eigenverlag (1997), 84 Seiten. (Online-Version)
- René Born: Badminton in Tröbitz (Teil 1 – Die Anfänge, die Medaillengewinner, die Statistik), Eigenverlag (2007), 455 Seiten (Online-Version)
- Martin Knupp: Deutscher Badminton Almanach, Eigenverlag (2003), 230 Seiten